# Panorpodidae
Panorpodidae — семейство скорпионниц. Около 10 видов. В отличие от большинства других скорпионниц являются растительноядными, характеризуются коротким рострумом.

## Описание
Биология Panorpodidae все еще недостаточно известна, несмотря на существующую информацию о некоторых видах Brachypanorpa. Летопись окаменелостей Panorpodidae довольно скудна; два экземпляра из балтийского янтаря были описаны как виды Panorpodes (Carpenter 1954). До сих пор не было предпринято никаких попыток выяснить филогению Panorpodidae. Единственное предположение о родстве внутри этой группы, которое было сделано, состоит в том, что B. carolinensis и B. jeffersoni могут быть сестринскими видами, хотя это не было явно указано в соответствующей статье Байерса (Byers , 1976). Образцы Brachypanorpa и Panorpodes использовались исключительно в качестве таксонов внешней группы в филогенетическом исследовании рода Panorpa и как представители Panorpodidae в исследовании филогении всего отряда Mecoptera.
В 2008 году было проведено первое молекулярно-генетическое исследование генов Panorpodidae (три митохондриальных и два ядерных). Результат анализа показал, что Panorpodidae оказалось либо парафилетическим, либо монофилетическим. Основываясь на этих молекулярных данных, отнесение Panorpodes colei Byers, 2005 к своему роду, вероятно, верно, несмотря на изолированное появление этого вида в западной части Северной Америки.

## Распространение
США, Япония, Корея. Один ископаемый род найден в Аргентине.

## Систематика
- ?†Austropanorpodes Petrulevičius, 2009 (1 вид) — Аргентина[6]
- Brachypanorpa Carpenter, 1931 (5 видов) — США, Япония, Корея.
- Panorpodes MacLachlan, 1875 (7 видов) — Япония, Корея и 1 вид в США